# Turbolag
Turbolag is de tijd die nodig is tussen het vragen om vermogen via het gaspedaal en het moment waarop de verandering te merken is. Dit merkt men als een aarzeling of vertraagde reactie op het gaspedaal bij het accelereren vanuit stationair draaien in vergelijking met een motor zonder turbo. Het kost tijd om de inertie van het turbosysteem te overwinnen. Inertie, wrijving en de compressorbelasting zijn de belangrijkste bijdragers aan turbolag. Superchargers hebben dit probleem niet, omdat de turbine wordt geëlimineerd daar de compressor direct wordt aangedreven door de motor.
Turbolag kan op verschillende manieren worden verlaagd:
- verlagen van de rotatietraagheid van de turbocompressor, bijvoorbeeld door lichtere delen met een kleinere radius te gebruiken. Zo zal het opspoelen sneller gebeuren. Keramische turbines zijn van nut in dit verband.
- verandering aan vormverhouding van de turbine.
- het verhogen van de luchtdruk in het bovendek (compressor ontlading) en het verbeteren van de wastegate reactie.
- vermindering van de wrijvingsverliezen (bijvoorbeeld door een folielager in plaats van een conventionele olielager te gebruiken)
- met behulp van een variabele-nozzle of twin-scroll turbo's.
- het verminderen van het volume van de bovendek leidingen.
- met behulp van meerdere turbo's sequentieel of parallel.

## Boost drempel
(en) "Lag" (vertraging) moet niet verward worden met de boost drempel. De boost drempel van een turbo systeem beschrijft de ondergrens van het gebied waarbinnen de compressor zal werken. Beneden een bepaalde grens, zal een compressor geen significante boost geven. Dit is een effect van beperkte boost op bepaalde toerental (rpm) ongeacht uitlaatgasdruk. 
Nieuwere turbochargers en motorontwikkelingen hebben ervoor gezorgd dat de drempels gestaag dalen. Tegenwoordig (2025) zijn er ook auto's met een elektrisch aangedreven turbo onder andere bij diverse Audi TDI motoren en ook bij de Porsche 992 GTS  (de zogenaamde 911 T-Hybrid). De 911 T-Hybrid beschikt over een elektromotor in de turbo die op 400 volt opereert. De elektromotor kan dus veel agressiever en sneller de turbo-compressor laten opspoelen, 